# Silnice II/461
Silnice II/461 je silnice II. třídy, která vede ze Slavkova do Opavy. Je dlouhá 7,8 km. Prochází jedním krajem a jedním okresem.

## Vedení silnice

### Moravskoslezský kraj, okres Opava
- Slavkov (křiž. I/46)
- Otice (křiž. II/443, III/4611)
- Kylešovice (křiž. I/57, II/464)
- Komárov (křiž. I/11)